# Жулио Баптиста
Жулио Сезар Клемент Баптиста (порт. Júlio César Clemente Baptista; Сао Пауло, 1. октобар 1981) бивши је бразилски фудбалер, који је играо на позицији офанзивног везног и нападача.

## Каријера
Док је наступао за Сао Пауло играо је на позицији задњег везног фудбалера. Тек након доласка у Шпанију, у екипу Севиље, почео је да добија офанзивније задатке. Сјајним играма у Севиљи привукао је пажњу више јаких клубова, међу којима Реал Мадрида и Арсенала. Током лета 2005. године прелази у Реал, као једно од три велика појачања. Поред њега у клуб су тада стигли још и Робињо и Серхио Рамос. Конкуренција за место у тиму је била веома јака, па је он шансу углавном добијао са клупе за резервне играче. Током лета 2006. године Реал Мадрид је покушавао да доведе Хосеа Антонија Рејеса из Арсенала, па се Баптиста помињао као део тог трансфера. Пред сам крај прелазног рока Реал и Арсенал су се договорили да ова два играча позајме један другом на до краја сезоне. У Арсеналу се усталио у постави, одигравши током те сезоне 35 утакмица уз 10 постигнутих голова.
Након истека позајмице вратио се у Реал, који је тада са клупе предводио Бернд Шустер. Сезону је почео добро, постигао је гол у дербију против Барселоне, али је пред крај сезоне изгубио место и стартној постави. Из Реала прелази у Рому, 14. августа 2008. године. Са новим клубом је потписао четворогодишњи уговор. Већ првим наступима у дресу новог клуба показао се као одлично појачање. Првих дана 2011. године је прешао у Малагу са којом је потписао уговор на три и по године.

## Репрезентација
За сениорску репрезентацију Бразила је дебитовао 2001. године, против Јапана (0-0), на утакмици купа конфедерација. У дресу националног тима укупно је одиграо 47 утакмица и постигао 5 голова.